# Världsmästerskapen i skidskytte 2001
De 36:e Världsmästerskapen i skidskytte avgjordes i Pokljuka i Slovenien mellan 3 februari och 11 februari 2001. 

## Medaljfördelning
|       |             |      |        |       |        |
| Plats | Land        | Guld | Silver | Brons | Totalt |
| 1     | Ryssland    | 3    | 0      | 0     | 3      |
| 2     | Frankrike   | 2    | 2      | 0     | 4      |
| 3     | Sverige     | 2    | 0      | 1     | 3      |
| 4     | Tyskland    | 1    | 3      | 2     | 6      |
| 5     | Norge       | 1    | 2      | 4     | 7      |
| 6     | Finland     | 1    | 0      | 0     | 1      |
| 7     | Vitryssland | 0    | 2      | 0     | 2      |
| 8     | Italien     | 0    | 1      | 0     | 1      |
| 9     | Ukraina     | 0    | 0      | 2     | 2      |
| 10    | Lettland    | 0    | 0      | 1     | 1      |

## Medaljörer

### Damer

#### Sprint
7,5 km 
| Plac. | Namn             | Land     | Tid     | Antal bom |
| ----- | ---------------- | -------- | ------- | --------- |
|       | Kati Wilhelm     | Tyskland | 21.56,2 | 1 (0+1)   |
|       | Uschi Disl       | Tyskland | + 26,9  | 1 (1+0)   |
|       | Liv Grete Poirée | Norge    | + 41,4  | 2 (1+1)   |

#### Jaktstart
10 km 
| Plac. | Namn               | Land      | Tid*    | Antal bom   |
| ----- | ------------------ | --------- | ------- | ----------- |
|       | Liv Grete Poirée   | Norge     | 32.15,5 | 5 (1+1+2+1) |
|       | Corinne Niogret    | Frankrike | + 25,0  | 1 (0+0+0+1) |
|       | Magdalena Forsberg | Sverige   | + 35,0  | 3 (0+2+1+0) |

#### Distans
15 km 
| Plac. | Namn               | Land    | Tid      | Antal bom   |
| ----- | ------------------ | ------- | -------- | ----------- |
|       | Magdalena Forsberg | Sverige | 45.13,0  | 1 (0+0+0+1) |
|       | Liv Grete Poirée   | Norge   | + 37,3   | 3 (0+1+0+2) |
|       | Olena Zubrilova    | Ukraina | + 1.09,2 | 2 (1+0+0+1) |

#### Masstart
12,5 km 
| Plac. | Namn               | Land     | Tid      | Antal bom   |
| ----- | ------------------ | -------- | -------- | ----------- |
|       | Magdalena Forsberg | Sverige  | 38.38,6  | 1 (0+0+1+0) |
|       | Martina Glagow     | Tyskland | + 1.04,4 | 0 (0+0+0+0) |
|       | Liv Grete Poirée   | Norge    | + 1.05,8 | 4 (0+2+2+0) |

#### Stafett
4 x 6 km 
| Plac. | Land     | Lagmedlemmar                                                          | Tid       | Antal bom   |
| ----- | -------- | --------------------------------------------------------------------- | --------- | ----------- |
|       | Ryssland | Olga Pyljova Anna Bogali-Titovets Galina Kukleva Svetlana Isjmuratova | 1:29.02,8 | 1 (0+0+0+1) |
|       | Tyskland | Uschi Disl Katrin Apel Andrea Henkel Kati Wilhelm                     | + 25,5    | 2 (0+0+0+2) |
|       | Ukraina  | Olena Zubrilova Olena Petrova Nina Lemesj Tetjana Vodopjanova         | + 52,4    | 0 (0+0+0+0) |

### Herrar

#### Sprint
10 km 
| Plac. | Namn              | Land     | Tid     | Antal bom |
| ----- | ----------------- | -------- | ------- | --------- |
|       | Pavel Rostovtsev  | Ryssland | 24.40,3 | 0 (0+0)   |
|       | René Cattarinussi | Italien  | + 46,6  | 0 (0+0)   |
|       | Halvard Hanevold  | Norge    | + 47,9  | 1 (1+0)   |

#### Jaktstart
12,5 km 
| Plac. | Namn             | Land      | Tid*    | Antal bom   |
| ----- | ---------------- | --------- | ------- | ----------- |
|       | Pavel Rostovtsev | Ryssland  | 34.21,3 | 3 (1+0+2+0) |
|       | Raphaël Poirée   | Frankrike | + 5,9   | 2 (0+1+0+1) |
|       | Sven Fischer     | Tyskland  | + 45,6  | 2 (0+1+1+0) |

* - observera att tiden räknades från när första startande började

#### Distans
20 km 
| Plac. | Namn           | Land        | Tid     | Antal bom   |
| ----- | -------------- | ----------- | ------- | ----------- |
|       | Paavo Puurunen | Finland     | 55.05,6 | 1 (0+0+0+1) |
|       | Vadim Sasjurin | Vitryssland | + 28,2  | 1 (0+0+0+1) |
|       | Ilmārs Bricis  | Lettland    | + 29,5  | 0 (0+0+0+0) |

#### Masstart
15 km 
| Plac. | Namn                 | Land      | Tid     | Antal bom   |
| ----- | -------------------- | --------- | ------- | ----------- |
|       | Raphaël Poirée       | Frankrike | 39.28,2 | 2 (1+0+1+0) |
|       | Ole Einar Bjørndalen | Norge     | + 3,8   | 4 (3+1+0+0) |
|       | Sven Fischer         | Tyskland  | + 18,4  | 3 (1+1+0+1) |

#### Stafett
4 x 7,5 km 
| Plac. | Land        | Lagmedlemmar                                                       | Tid       | Antal bom   |
| ----- | ----------- | ------------------------------------------------------------------ | --------- | ----------- |
|       | Frankrike   | Gilles Marguet Vincent Defrasne Julien Robert Raphaël Poirée       | 1:12.56,7 | 0 (0+0+0+0) |
|       | Vitryssland | Aleksej Ajdarov Aleksandr Syman Oleg Rysjenkov Vadim Sasjurin      | + 31,9    | 0 (0+0+0+0) |
|       | Norge       | Egil Gjelland Frode Andresen Halvard Hanevold Ole Einar Bjørndalen | + 33,0    | 3 (0+2+0+1) |